# 海外電力調査会
一般社団法人 海外電力調査会（いっぱんしゃだんほうじんかいがいでんりょくちょうさかい、英語名 " JAPAN ELECTRIC POWER INFORMATION CENTER " ; JEPIC）は、海外の電気事業に関する調査研究などを実施する一般社団法人。元経済産業省所管。

## 概要
- 設立：1958年5月
- 会員：電力会社10社、電源開発、日本原子力発電[1]
- 会長：佐竹誠（常勤）
- 役員：専務理事稲葉裕俊（常勤）、常務理事2名（常勤）、理事14名（うち1名常勤、13名非常勤）、監事2名（非常勤）[2]
- 職員：専任職員および会員会社からの派遣職員約100名
- 所在地：東京都港区芝浦4丁目15番33号 芝浦清水ビル5階
- 事業所：東京本部、ワシントン事務所、欧州事務所（パリ）、北京事務所

## 事業
- 海外の電気事業に関する調査研究
- 電気事業に関する海外の関係機関、団体との交流及び協力
- 海外の電気事業に関する情報・資料の収集・分析及び提供
- 海外の電気事業に関する報告会、研究会等の開催
- 海外に対する日本の電気事業に関する情報の提供
- その他、会の目的を達成するために必要な事業[3]

## 批判
2011年5月25日の衆議院内閣委員会で、設立以来の専務理事7代全員が経済産業省出身者であることが指摘され、基本的に電力会社からの会費によって成り立っている公益法人への天下りは事実上電力会社への天下りといえる、天下り指定席だ、と批判された。